# Eduard Rentzel

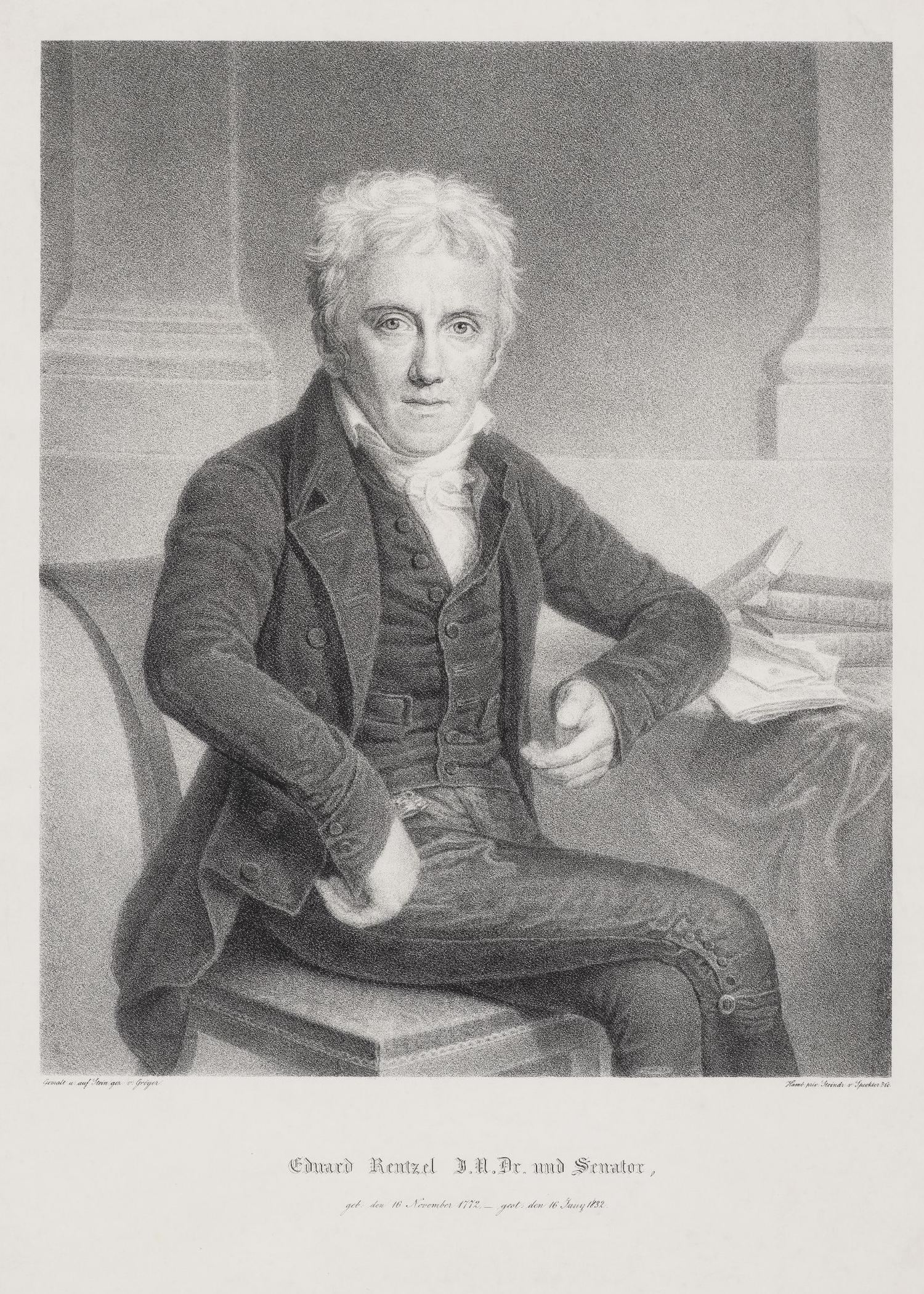
Eduard Rentzel, J.U.Dr. und Senator, gezeichnet von Friedrich Carl Gröger

Eduard Rentzel (* 16. November 1772 in Hamburg; † 16. Juni 1832 ebenda) war ein deutscher Jurist, Oberaltensekretär und Ratsherr in Hamburg.

## Leben

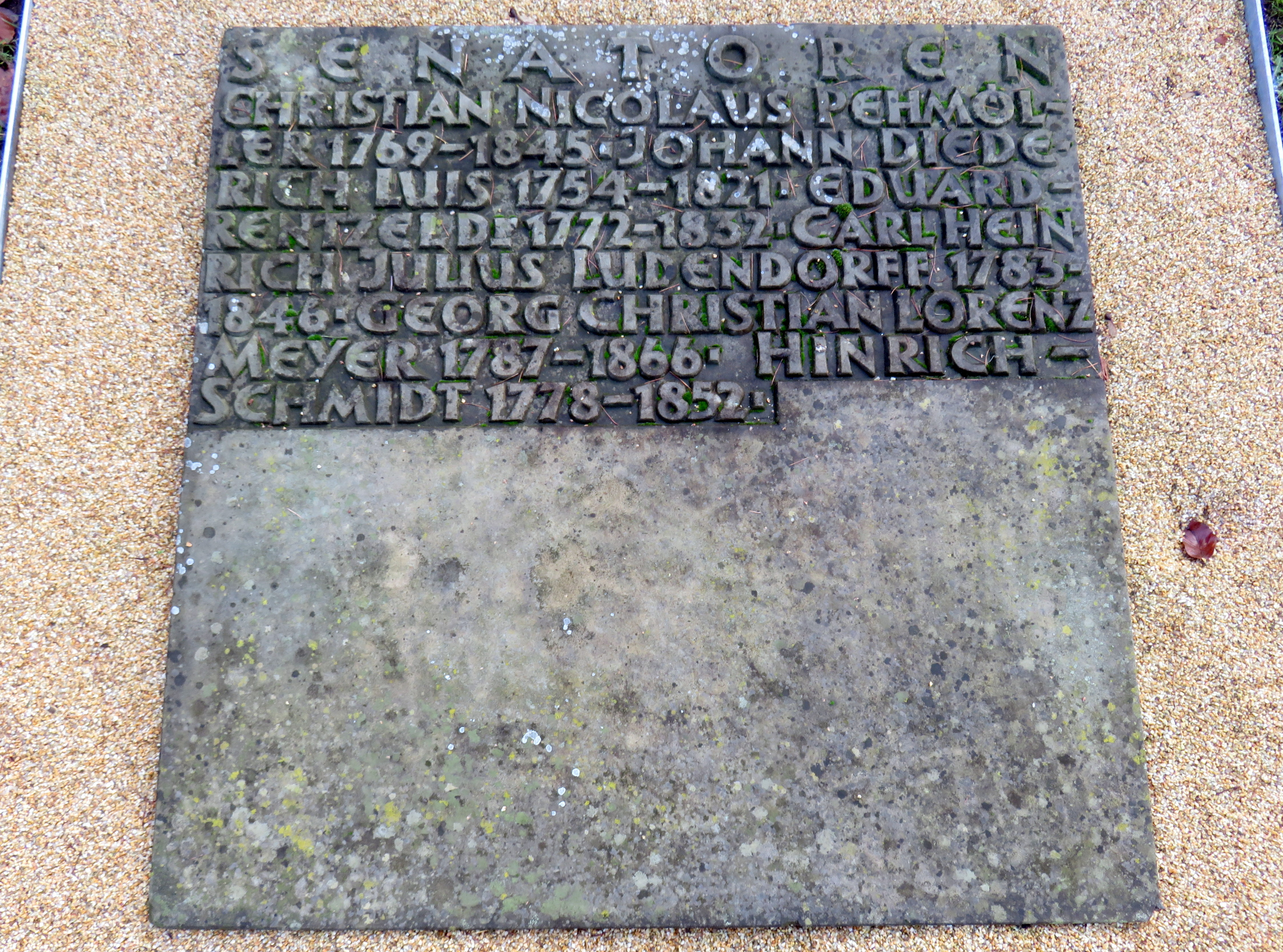
„Eduard Rentzel“, Friedhof Ohlsdorf

In Hamburg geboren, besuchte Rentzel die Gelehrtenschule des Johanneums und studierte Jurisprudenz an der Universität Jena und der Universität Göttingen. An der letzten Universität schloss er sein Studium am 20. August 1796 als Doktor der Rechte ab und ging danach an das Reichskammergericht nach Wetzlar. Später kehrte er nach Hamburg zurück und ließ sich hier als Advokat nieder. Er wurde Vorsteher der Allgemeinen Armenanstalt und am 4. Mai 1807 zum Oberaltensekretär, für den zum Ratssyndicus erwählten Vincent Oldenburg, gewählt. Während der Hamburger Franzosenzeit verlor er diese Stelle, erhielt sie jedoch nach der Befreiung Hamburgs im Jahr 1814 wieder. Rentzel setzte sich nach der Franzosenzeit für die Beibehaltung der alten Verfassung ein und trieb als Oberaltensekretär die Errichtung eines Handelsgerichts in Hamburg voran. Er wurde am 5. Januar 1816 zum ersten Präses dieses neuerrichteten Handelsgerichts gewählt. Am 23. Mai 1821 wurde er schließlich zum Ratsherrn gewählt und war als solcher Mitglied des Hamburger Obergerichts, welches bis zur Verfassung der Freien und Hansestadt Hamburg von 1860 aus einem rechtsgelehrten Bürgermeister als Präsidenten, sowie 10 Ratsherren bestand. Rentzel war als Ratsherr ebenfalls Verwalter der Prätur. Trotz seiner vielfältigen Amtstätigkeit war er auch als Vermögenspfleger und Vormund tätig. Rentzel starb bereits am 16. Juni 1832 im Alter von 59 Jahren in Hamburg.
Auf dem Ohlsdorfer Friedhof wird auf der Sammelgrabmalplatte Senatoren (II) des Althamburgischen Gedächtnisfriedhofs unter anderen an Eduard Rentzel erinnert.

## Familie
Rentzel war der Sohn des Lizentiaten der Rechte Garlieb Rentzel (1727–1796) und dessen Ehefrau Anna Margaretha Sillem (1732–1788), Tochter des Ratsherrn Joachim Sillem (1691–1737). Der Prediger an der Hamburger Sankt Jacobi-Kirche, Hermann Rentzel (1764–1827), war sein Bruder. Im Jahr 1805 hatte Rentzel Maria Therese Rücker (1785–1821), Tochter des Oberalten Siegmund Diedrich Rücker (1744–1834), geheiratet. Aus dieser Ehe gingen ein Sohn und drei Töchter hervor. Der Sohn starb jedoch schon im Alter von fünf Jahren und so war Eduard Rentzel der letzte Namensträger dieses alten und angesehenen Hamburger Geschlechts.

## Werke (Auswahl)
- Theses inaugorales de quaestione, quando jure Hamburgensi in caussis mercatoriis aditus ad suprema Imperii tribunalia pateat. Johann Georg Rosenbusch, Göttingen 1796 (Digitalisat bei Google Books).
- Vorwort. In: Archiv für das Handelsrecht. Eine Sammlung praktisch wichtiger vor dem Hamburgischen Handelsgerichte verhandelter Rechtsfälle. Band 1. Perthes & Besser, Hamburg 1818, S. III–VI (Digitalisat auf den Seiten der Bayerischen Staatsbibliothek).
- Dem Andenken Seines Unvergesslichen Freundes Herrn Peter August Widow, Doctoris Und Senatoris, gewidmet. Meissner, Hamburg 1821 (Online bei Google Books).